# Daleke, Vesele
Daleke (în ucraineană Далеке) este un sat în comuna Șîroke din raionul Vesele, regiunea Zaporijjea, Ucraina.

## Demografie
Componența lingvistică a localității Daleke
     Ucraineană (82,69%)
     Rusă (17,31%)
Conform recensământului din 2001, majoritatea populației localității Daleke era vorbitoare de ucraineană (82,69%), existând în minoritate și vorbitori de rusă (17,31%).